# (3198) Wallonia
(3198) Wallonia (1981 YH1) ist ein Asteroid des inneren Hauptgürtels, der am 30. Dezember 1981 vom belgischen Astronomen François Dossin am Observatoire de Haute-Provence in Saint-Michel-l’Observatoire im Südosten Frankreichs (IAU-Code 511) entdeckt wurde.
Er ist ein Marsbahngrazer: Sein Perihel ist größer als das Perihel des Mars, aber kleiner als das Aphel des Mars (1,666 astronomische Einheiten).

## Benennung
(3198) Wallonia wurde nach der Wallonischen Region, der französischsprachigen Region Belgiens, benannt. Der Entdecker François Dossin wurde dort geboren und dort befindet sich das Institut d’Astrophysique.